# Dan Perjovschi
Dan Perjovschi (b. 1961, Sibiu, Rumania ) es un dibujante, ilustrador, escritor, periodista y autor de ^performance rumano . Sus obras de arte son una combinación de dibujos animados,  arte marginal y graffiti y se encuentran temporalmente en las paredes de museos u otros espacios contemporáneos del mundo. Perjovschi aborda los problemas sociales actuales en sus obras y ha tenido un papel importante en la cultura rumana, siendo ilustrador y autor de artículos para la Revista 22 en Bucarest . Tiene exposiciones en los Estados Unidos, Portugal, España, Alemania, Hungría, Suecia, Suiza, Gran Bretaña, Alemania, México, Brasil, Corea del Sur, China, etc. Actualmente vive y trabaja en Bucarest y Sibiu . 
Perjovschi aborda temas sociales de actualidad en sus trabajos y ha tenido un rol importante en la cultura rumana, siendo ilustrador y autor de artículos para la Revista 22 de Bucarest. Ha tenido exposiciones en Estados Unidos, Portugal, España, Alemania, Hungría, Suiza, Suecia, Inglaterra, México, Brasil, Corea del Sur, China, etc. En el presente vive y trabaja en Bucarest y Sibiu.

## Educación
En el intervalo 1972-1980 asistió al Liceo de Arte de Sibiu. De 1980 a 1984 cursó clases en la Academia de Arte de Iasi. Después de 1990 se mudó a Bucarest, donde después de su debut en la revista de jóvenes Contrapunto, se unió a la Revista 22, que fue el primer semanario independiente de Rumanía, editada por la prestigiosa organización anticomunista Grupo para el Diálogo Social.

## Exposiciones personales y proyectos: selección
- 2011: "Not Over". Museo de Arte Moderno MACRO, Roma.
- 2010: "Late News" Institute for Contemporary Culture, ROM, Toronto.
- 2009: "Draw-undraw-Redraw. Che fare? Series, Castello di Rovoli, Turin.
- 2008: "Recession". Ludwig Forum Aachen.
- 2007: "What Happens to US?" Project 85, MoMa, Nueva York.
- 2006: "The Room Drawing". Tate Modern, Londres.
- 2005: "Naked Drawings". Ludwig Museum Köln.
- 1999: "rEST". 48 Bienal de Venecia, Pabellón Rumano (con SubReal).[2]